# Bánfihunyadi János

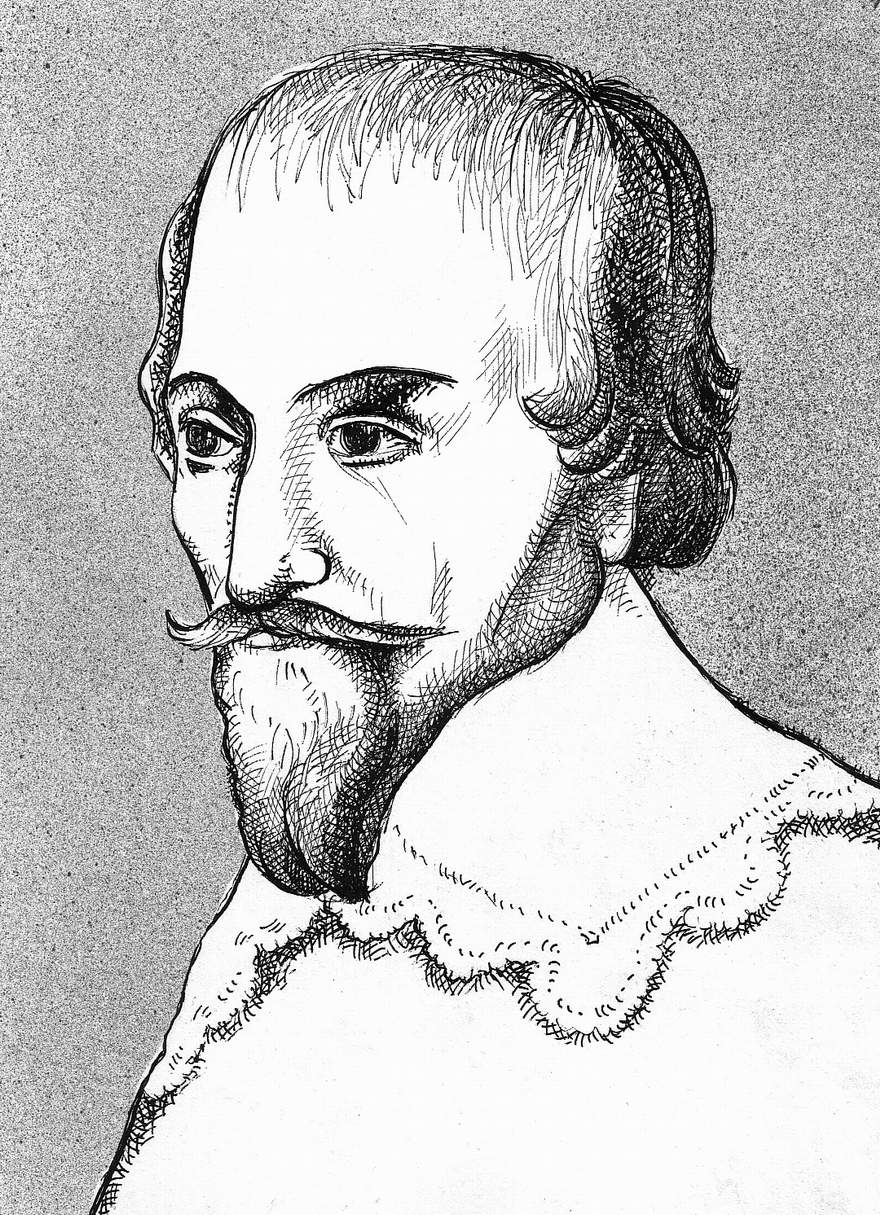
Bánfihunyadi János arcképe
Muhi Sándor grafikája

Bánfihunyadi János más néven Joannes Banfi Huniades (Nagybánya, 1576–Amszterdam, 1646) tanár.

## Élete
Apja, Bánffyhunyadi Mogyoró Benedek református pap volt, utóbb tiszántúli püspök lett. Bánfihunyadi János európai vándorlás után Angliában tanult vegyészetet, majd a londoni Gresham College-ban matematikát és alkímiát oktatott. Angliai tartózkodása elején ötvösként dolgozott, a korai angol források még aranyművesként említik. 1633-ban I. Rákóczi György a létesítendő kolozsvári akadémiára hívta, de Bánfihunyadi ezt nem vállalta angliai kötöttségei miatt. 1633-1635 körül Sir Kenelm Digby (1603–1665) famulusa volt. 1646-ban Angliából feleségével (Dorothy Colton, a Kent megyei Sir Francis Colton leánya) és négy gyermekével hazaindulva útközben Amszterdamban meghalt.
Foglalkozott a higanynak az aranyra és ezüstre gyakorolt hatásával, illetve különböző vegyészeti technológiai kérdésekkel, mint például gyógyszerek, gyógyszeralapanyagok, festékek, ragasztók, és üveg gyártása. Az oxfordi Bibliotheca Bodleianaban található egy kémiai receptje.
Korának angol tudósai között elismert helyet foglalt el, állandó kapcsolatban állt Arthur és John Dee-vel, William Lillyvel, John Bookerrel, John Aubrey-jel, Jonathan Goddarddal. Ugyanakkor szoros összeköttetésben állt hazájával, és az Angliában tanuló magyar diákoknak segítségére volt.